# Thouinia serrata
Thouinia serrata är en kinesträdsväxtart som beskrevs av Ludwig Radlkofer. Thouinia serrata ingår i släktet Thouinia och familjen kinesträdsväxter. Inga underarter finns listade i Catalogue of Life.